# Herman Wynants
Pour les articles homonymes, voir Wynants.
Herman Wynants, né le 15 février 1946 à Tongerlo est un homme politique belge flamand, membre de N-VA.

## Carrière politique
- Conseiller communal à Westerlo (2013-)
  - Premier échevin
- Député flamand depuis le 25 mai 2014